# Shaun Kirkham

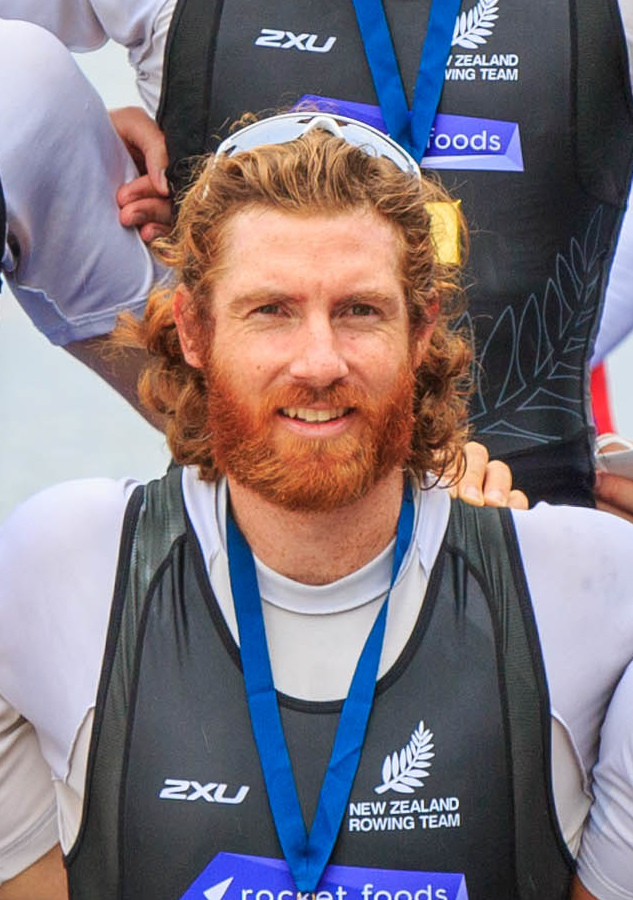
Shaun Kirkham, 2021

Shaun Kirkham (* 24. Juli 1992 in Hamilton) ist ein neuseeländischer Ruderer und Olympiasieger.

## Karriere
Der 1,90 m große Shaun Kirkham belegte bei den Junioren-Weltmeisterschaften 2009 und 2010 jeweils den neunten Platz mit dem neuseeländischen Achter. Bei den U23-Weltmeisterschaften 2012 erreichte er den sechsten Platz im Vierer ohne Steuermann. 2013 und 2014 gewann er Gold mit dem neuseeländischen Achter.
2015 nahm Kirkham erstmals an den Weltmeisterschaften in der Erwachsenenklasse teil und belegte mit dem neuseeländischen Achter den vierten Platz mit 0,13 Sekunden Rückstand auf die drittplatzierten Niederländer. Mit dieser Platzierung hatten sich die Neuseeländer auch für die Olympischen Spiele 2016 qualifiziert. Im Finale der Olympischen Regatta in Rio de Janeiro belegten die Neuseeländer den sechsten Platz.
2017 belegte Kirkham mit dem Achter den sechsten Platz bei den Weltmeisterschaften. 2018 ruderte der neuseeländische Achter auf den neunten Platz, 2019 folgte der sechste Platz. Da nur die ersten fünf Boote für die Olympischen Spiele in Tokio qualifiziert waren, mussten die Neuseeländer in der letzten Qualifikationsregatta antreten. Die Neuseeländer gewannen die Regatta. Bei den Olympischen Spielen in Tokio siegten sie nach einem zweiten Platz im Vorlauf im Hoffnungslauf. Im Finale gewannen die Neuseeländer mit einer Sekunde Vorsprung vor dem Deutschland-Achter die Goldmedaille.